# Thatcher, Arizona
Thatcher je gradić u američkoj saveznoj državi Arizona. Prema popisu stanovništva iz 2010. u njemu je živjelo 4,865 stanovnika.